# Tres Montes
Tres Montes (hiszp. Península Tres Montes) – górzysty półwysep w południowo-zachodnim Chile, będący południowo-zachodnim przedłużeniem półwyspu Taitao, z którym jest połączony wąskim przesmykiem lądu. Ma niemal okrągły kształt o średnicy około 20 km. Od południa i wschodu jest oblewany przez wody zatoki Golfo de Penas, natomiast od zachodu przez wody Oceanu Spokojnego. Klimat na półwyspie należy do najbardziej deszczowych na wybrzeżu Pacyfiku. W 1741 roku u wybrzeży półwyspu rozbił się statek HMS „Wager”. Na przełomie 1834 i 1835 roku wybrzeże półwyspu zostało zbadane przez Charlesa Darwina ze statku HMS „Beagle”, który opisał je jako zbudowane z łupków mikowych poprzecinanych licznymi żyłami. Na przełomie 1875 i 1876 roku zbadano wybrzeża półwyspu ze statku HMS „Challenger”. W 1912 roku do wybrzeży półwyspu dotarł holenderski ornitolog Frans Ernst Blaauw, a w 1935 roku amerykański archeolog Junius Bird.